# Омарова Наїда Омарівна
Наїда Омарівна Омарова (нар. 19 листопада 1968, Махачкала) — російська вчена-фізик, доктор фізико-математичних наук, професор, член-кореспондент РАО. Заслужена діячка науки Республіки Дагестан.

## Життєпис
Народилася 19 листопада 1968 року в місті Махачкала Дагестанської АРСР. Родом з села Урахи Сергокалинського району.[прояснити] За національністю — даргинка.
Батько, Омар Омаров — ректор Дагестанського університету, академік РАО, доктор фізико-математичних наук, професор.
Брати: кандидати юридичних наук Омаров Алі Омарович і Омаров Магомед Омарович — прокурор Кіровського району Махачкали.
1997 року захистила кандидатську дисертацію «Кінетика формування оптичного випромінювання при запізнілому збудженні гелію в довгих трубках».
2006 року — докторську дисертацію «Релаксаційні процеси при високовольтному наносекундному пробої газу в коаксіальних хвилеводах». Професор.
Працює на кафедрі фізичної електроніки ДДУ.